# Tommy Larsson
Pär-Arne Tommy Larsson, född 7 september 1951 i Malmö, död 22 december 2020, var en svensk fotbollsspelare.
Larsson började spela fotboll i BK Flagg och gick i femtonårsåldern över till Malmö FF. Han debuterade i allsvenskan under 1969 års säsong men tog först 1972 en plats i A-laget. Larsson vann allsvenskan tre gånger med Malmö FF: 1974, 1975 och 1977. Hans rädsla för att flyga gjorde dock att han bytte till Landskrona BoIS strax före Europacupfinalen 1979, eftersom Landskrona BoIS endast spelade matcher i Sverige. Efter sex säsonger i BoIS avslutade han karriären i Malmö BI.
Tommy Larsson gjorde fyra matcher i Sveriges landslag.